# 坂本直鎮
坂本 直鎮（さかもと なおやす）は、江戸時代の旗本。

## 生涯
旗本・柴田勝富の五男として生まれる。柴田家は柴田勝家の子孫にあたる3520石の大身旗本であった。生家は兄の柴田勝定が継いでおり、直鎮は1700石の御小姓組番士・坂本直規の婿養子となる。
養父の死により、延享4年（1747年）8月6日に家督を継ぐ。寛延元年（1748年）、御小姓組番士。
天明6年（1786年）、69歳で没。
家は婿養子の坂本直富（六郷政豊の子）が継いだが、実子の男子2人も記録されている。柴田勝房（直鎮の二男として扱われている）は、柴田勝満の末期養子となり、直鎮の生家である柴田家を継いだ。